# キョウ口路駅
座標: 北緯30度34分26秒 東経114度14分42秒 / 北緯30.57389度 東経114.24500度
礄口路駅（きょうこうろえき）とは中華人民共和国湖北省武漢市礄口区に位置する武漢地下鉄1号線の駅である。

## 駅構造
- 相対式ホーム2面2線を有す高架駅。

## 駅周辺
- 武漢中山医院
- 武漢地鉄集団公司 - 当地下鉄の営業会社

## 歴史
- 2004年7月28日 - 開業。

## 隣の駅
武漢地下鉄
■1号線
崇仁路駅 - 礄口路駅 - 太平洋駅